# Liste der Naturdenkmale in Kelkheim (Taunus)
Die Liste der Naturdenkmale in Kelkheim (Taunus) nennt die im Gebiet der Stadt Kelkheim (Taunus) im Main-Taunus-Kreis in Hessen gelegenen Naturdenkmale.
| Bild                          | Bezeichnung                                  | Ortsteil, Lage                                         | Beschreibung | Art           | Nr. |
| ----------------------------- | -------------------------------------------- | ------------------------------------------------------ | --- | ------------- | --- |
| mehr Fotos \| Fotos hochladen | Hohler Stein in Ruppertshain                 | Ruppertshain 50° 10′ 12,6″ N, 8° 24′ 4″ O              | Felsformation aus drei 6 – 10 m hoch aufragenden Klippen etwa 200 m vom Ortsrand von Ruppertshain unterhalb des Waldwegs nach Eppstein. Das kleine Felsmassiv auf gewachsenen Fels diente während des 30-jährigen Krieges als Zufluchtsort und Unterkunft als das Dorf Ruppertshain ausgebrannt und ausgeplündert wurde. | Felsformation | 18  |
| mehr Fotos \| Fotos hochladen | Speierling in Kelkheim                       | Kelkheim 50° 8′ 29,9″ N, 8° 28′ 28,5″ O                | Der 1904 gepflanzte, in der offenen Gemarkung weithin sichtbare Speierling ist einer der wenigen seiner Art im Main-Taunus-Kreis. | Einzelbaum    | 26  |
| Fotos hochladen               | Esche und 3 Eichen im Unterdorf in Fischbach | Fischbach, Im Unterdorf 50° 9′ 10,8″ N, 8° 25′ 14,2″ O | Von den ehemals 4 Bäumen stehen seit 1986 nur noch die Esche und zwei Stieleichen. | Baumgruppe    | 33  |

## Belege
1. ↑  
Naturdenkmale im Main-Taunus-Kreis (Stand September 2014). (pdf; 18,8 MB) in Umweltbericht Main-Taunus-Kreis 2014. Main-Taunus-Kreis; Der Kreisausschuss; Amt für Bauen und Umwelt, September 2014, S. 30–32, archiviert vom Original (nicht mehr online verfügbar) am 21. April 2016; abgerufen am 17. April 2016.
2. 1 2  
Natur- und Bodendenkmale. (pdf; 2,53 MB) Magistrat der Stadt Kelkheim (Taunus), 1990, abgerufen am 22. April 2016.
3. 1 2  
Naturdenkmale in Hessen. (pdf; 405 kB) Anlage zu Kleine Anfrage der Abg. Ursula Hammann (BÜNDNIS 90/DIE GRÜNEN) vom 15.04.2011 betreffend Biotopverbund Teil 2 und Antwort der Ministerin für Umwelt, Energie, Landwirtschaft und Verbraucherschutz. Hessischer Landtag, 22. Juni 2011, S. 39–43, abgerufen am 4. Februar 2016.

- Karte mit allen Koordinaten:
- OSM |
- WikiMap